# Junjaragunte, Challakere
Junjaragunte là một làng thuộc tehsil Challakere, huyện Chitradurga, bang Karnataka, Ấn Độ.